# John Kerr (toàn quyền Úc)
Xem các nhân vật có tên John Kerr khác tại trang John Kerr
Sir John Robert Kerr (24 tháng 9 năm 1914 – 24 tháng 3 năm 1991) là Chánh án Tòa án Tối cao thứ 13 của tiểu bang New South Wales và là Toàn quyền Úc thứ 18. Ông nổi tiếng trong vụ sa thải thủ tướng Gough Whitlam của Đảng Lao động Úc ngày 11 tháng 11 năm 1975, một khủng hoảng chính trị lớn nhất trong lịch sử chính phủ Úc.